# Cerro Azul (kommun i Mexiko, Veracruz, lat 21,18, long -97,77)
Cerro Azul är en kommun i Mexiko.   Den ligger i delstaten Veracruz, i den sydöstra delen av landet, 240 km nordost om huvudstaden Mexico City.
Följande samhällen finns i Cerro Azul:
- Cerro Azul
- Juan Felipe
- Colonia Morelos
- Tamalinillo
- Valle Esmeralda
- Fraccionamiento el Sacrificio
- Buenos Aires